# 艾氏原油鯰
艾氏原油鯰，為輻鰭魚綱鯰形目長鬚鯰科的其中一種，分布於南美洲亞馬遜河、Approuague河、Kourou河及Oyapock河等流域，體長可達24公分，棲息在河川底層水域，屬肉食性，生活習性不明。

## 擴展閱讀
維基物種上的相關：艾氏原油鯰